# Казахстан
Казахста́н (каз. Qazaqstan, Қазақстан), офіційна назва — Респу́бліка Казахста́н (каз. Qazaqstan Respublikasy, Қазақстан Республикасы) — одна з країн Центральної Азії. Дев'ята у світі за площею, найбільша з країн, що не мають виходу до світового океану. Територія становить 2 727 300 квадратних кілометрів — це більше, ніж Західна Європа. Казахстан межує з Росією — 7548,1 км, Китаєм — 1782,8 км, Киргизстаном 1241,6 км, Узбекистаном — 2351,4 км, Туркменістаном — 426,0 км. Омивається водами внутрішньоконтинентального Каспійського моря. Хоча Казахстан не має спільного кордону з Монголією, його найсхідніша точка розташована на відстані всього 38 км від західного краю Монголії. Рельєф Казахстану різноплановий — від рівнин, степів, тайги та пагорбів до засніжених гір. З 16,6 млн осіб (оцінка 2011) Казахстан має 62 місце за чисельністю населення у світі, хоча його щільність менше ніж 6 осіб/км². Столиця країни була перенесена в 1998 році з Алмати в Астану. Казахстан поділяється на 14 областей та 3 міста республіканського значення. Економіко-географічно поділяється на Центральний, Західний, Східний, Північний і Південний регіони.
Казахстан є однією з тюркських держав. Протягом більшої частини своєї історії територія сучасного Казахстану була заселена кочовими племенами. У XVI столітті казахи з'явилися як окрема група, що поділяється на три жузи. Росіяни почали просування в казахському степу в XVIII столітті, і до середини XIX століття весь Казахстан увійшов до Російської імперії. Після радянської окупації у 1918 і низки реорганізацій в 1936 було утворено Казахську Радянську Соціалістичну Республіку у складі СРСР.
Казахстан проголосив себе незалежною державою 16 грудня 1991 р. Його лідер комуністичної епохи з 1979 року, Нурсултан Назарбаєв, став першим президентом країни; цю посаду він зберігав до 19 березня 2019 року. Президент Назарбаєв підтримував суворий контроль над політикою в країні. З моменту здобуття незалежності Казахстан проводив збалансовану зовнішню політику та працював для розвитку економіки, особливо її нафтогазової промисловості. Пострадянський період також характеризується більш активною співпрацею з багатьма міжнародними організаціями, включаючи Організацію Об'єднаних Націй, Раду Євроатлантичного партнерства, Співдружність Незалежних Держав і Шанхайську організацію співробітництва. Казахстан також є однією з шести пострадянських держав, які реалізують План дій індивідуального партнерства з НАТО.
Казахстан етнічно та культурно різноманітний, зокрема внаслідок масових депортацій туди багатьох етнічних груп під час правління Сталіна. Серед населення 16,6 млн осіб є представники 131 національності, зокрема казахи, росіяни, українці, німці, узбеки, татари, уйгури. Близько 63 % становлять казахи.
Іслам є релігією близько 70,2 % громадян, а християнство сповідують 26,2 % населення. Казахська мова є державною мовою, але російська також офіційно використовується на рівноправних засадах у державних установах Республіки Казахстан.

## Історія
Історичні корені казахів походять від тюркських племен, що заселяли простори степу між нинішньою Росією і Китаєм у VIII ст. до н. е., і монголів, які переселилися на ці землі у XIII ст. Важливе значення для становлення Казахстану мав Великий Шовковий шлях, а також караванний маршрут уздовж річки Сирдар'ї, завдяки чому з'являлися торгові міста і караван-сараї, інтенсивно розвивалася торгівля і сільське господарство.
У XIII ст. казахська територія увійшла до складу імперії Чингісхана. Після смерті Чингісхана у 1227, імперія була розділена між його нащадками. У другій половині XV ст. з'явилося перше Казахське ханство, а остаточне формування казахської нації, створеної шляхом змішування монголів і тюрків, відносять до першої половини XVI ст.
Впродовж XVII ст. на казахів постійно нападало Джунгарське ханство. Набіги загарбників-ойратів повністю розорили казахів у 1720. Ослаблені казахи під час нападів неодноразово зверталися до Росії з проханням про захист і постачання зброї. Протягом 1731–1742 казахські жузи переходять під опіку Російської імперії. Поступово Росія зайняла домінуюче становище в місцевому управлінні, обмежуючи повноваження казахських ханів і нав'язуючи російську адміністративну систему. Остаточно вся територія Казахстану увійшла до Російської імперії до 1848.
Завойовницькі війни Росії на півдні центральної Азії в кінці XIX століття сприяли значному припливу російських поселенців у Казахстан. Страждаючи від голоду та переселень, 1916 казахи взяли участь у центральноазійському повстанні, направленому проти призову до російської армії, проте це повстання було придушене.

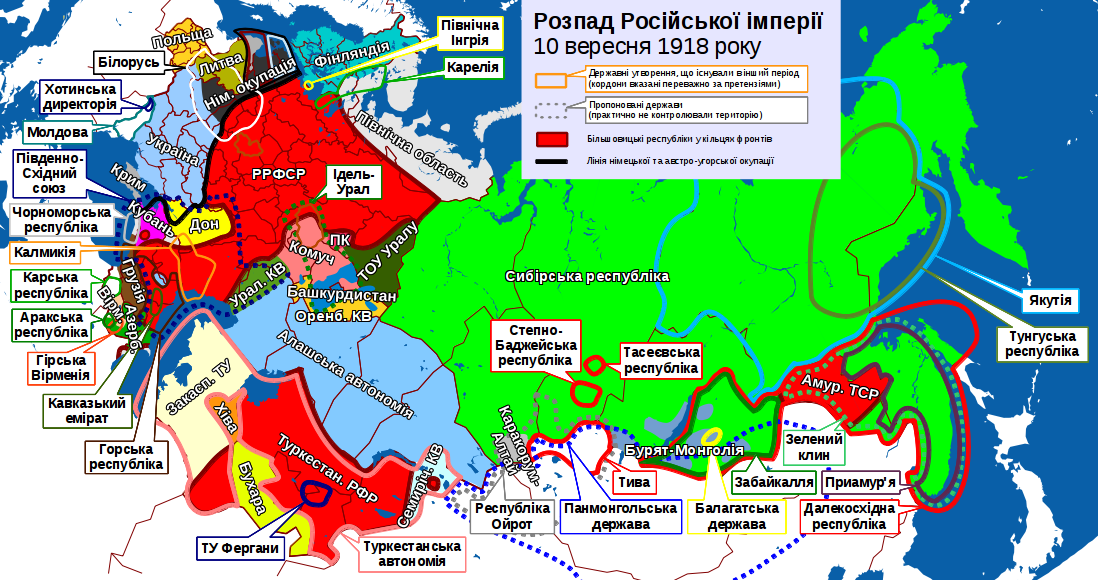
Алашська автономія, Туркестанська автономія та Туркестанська Автономна Радянська Соціалістична Республіка на карті розпаду Російської імперії у 1918 році

У 1917 після Жовтневого перевороту в Росії Казахська націоналістична партія Алаш-орда проголосила автономію казахського народу. Проте вже у лютому 1918 більшовики почали масштабний збройний наступ в результаті якого в Казахстані було встановлено радянську владу.
До 1925 Казахстан мав назву «Киргизький край» (декрет СНК РСФСР від 10 липня 1919). 26 серпня 1920 ВЦИК и СНК РСФСР прийняли декрет за підписами В. Леніна та М. Калініна «Про утворення Автономної Киргизької Радянської Соціалістичної Республіки» у складі РСФСР зі столицею у м. Оренбург. Після 5-го Всеказахського з'їзду Рад Казахстан став називатися Казакською АРСР з адміністративним центром у м. Кзил-Орда, а з 1928 — у м. Алма-Ата. Після грудня 1936 отримала статус союзної республіки СРСР.
Перші десятиліття радянської влади в Казахстані позначені голодом 1919–1922, а також 1932–1933, що призвів до загибелі сільського населення Казахстану, переважну більшість якого становили казахи. Сумарна чисельність жертв оцінюється у 2—2,5 млн осіб.
у 1936 Казахстан було перетворено на союзну республіку у складі СРСР.
У 1950-х в Казахстані проводилася державна кампанія з освоєння цілинних земель, результатом стало швидке перетворення північних пасовищних рівнин Казахської республіки на сільськогосподарські угіддя. Наприкінці 1950-х у Казахстані збудовано космодром Байконур, а також семипалатинський ядерний полігон.

### Перший голод у Казахстані 1919—1922
«Перший голод у Казахстані 1919-1922» — перший голод в сільських районах Казахської РСР. Масова загибель сільського населення Казахстану, переважну більшість якого становили казахи (1 млн осіб)

### Голодомор у 1932—1933
Голод у Казахстані 1932—1933 — голод в сільських районах Казахської РСР. Масова загибель сільського населення Казахстану, переважну більшість якого становили казахи (близько 60% жителів республіки були етнічними казахами, а після голодомору ця частка скоротилася до 38%), що є найвищим відсотком серед усіх етнічних груп, убитих радянським режимом 1930–1933 років. Голод почався взимку 1930 року, за цілий рік до Голодомору в Україні . Радянська влада провадила репресивну політику під час голоду, наприклад, занесення цілих районів до чорних дощок що забороняє торгівлю з іншими регіонами і розстрілом тисяч казахів під час спроб втекти через кордон до Китаю.

### Національно-визвольна боротьба казахського народу[16]

#### Повстання в Казахстані 1929— 1931
- Докладніше: Повстання в Казахстані 1929 — 1931

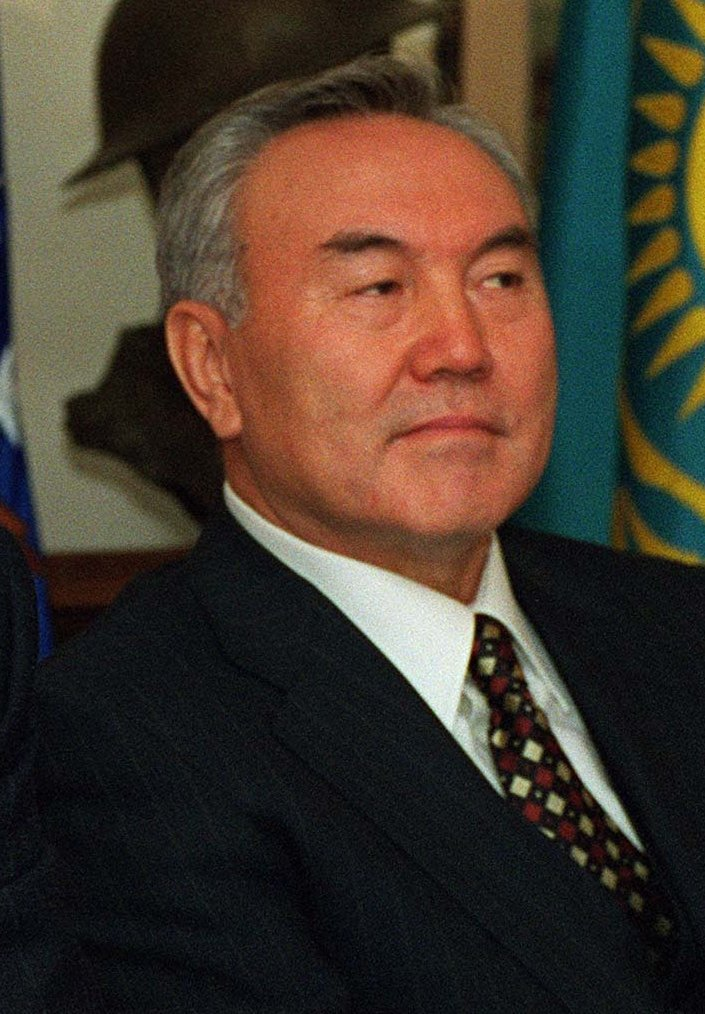
Перший президент Казахстану Нурсултан Назарбаєв

Президент Казахстану Нурсултан Назарбаєв у своїй книзі «Стратегія незалежності» пише:
….Питання про чисельність казахів-жертв голоду 1929−1933, пов'язаних з ним епідемій і міграцій залишається поки що відкритим. Амплітуда думок з приводу кількості загиблих у ці роки коливається у межах від 1 мільйона 750 тисяч до 2 мільйонів 200 тисяч. Це означає, що під час колективізації загинуло від 42 до 49 відсотків корінного етносу. Майже 1 мільйон 30 тисяч осіб відкочувала в роки голоду за межі республіки, з них 616 тисяч — безповоротно.
Силова політика держави наштовхнулася на запеклий опір народу. На боротьбу з режимом піднімалися все ширші верстви населення. Рух опору охопив весь Казахстан. У 1929−1931 мали місце понад 380 селянських бунтів і повстань, що охопили майже 80 тисяч осіб. Великими з них були сузакське, іргізське, аксуйське, абралінське, адаєвське, Каракумське та інші повстання. Всі вони придушувалися найжорстокішим чином регулярними військами Червоної Армії…. .

#### Грудневе повстання
- Докладніше: Грудневе повстання

Грудневе повстання, також Желтоксан (каз. Желтоқсан — грудень) — виступ молоді під антирадянськими гаслами в Алма-Аті (на той час столиці Казахської РСР), що відбувся 16 грудня 1986. Великий наплив росіян в 1950-1960-х зробив казахів меншиною; антиросійські настрої почали виявлятися у 1986. Події грудня 1986 стали першими в СРСР масовим мітингом, в ході яких висувалися антирадянські і націоналістичні гасла. В історичній літературі Казахстану цю сторінку називають «грудневими подіями».

### Після проголошення незалежності
Незалежність країни була проголошена 16 грудня 1991 після підписання Біловезької угоди (8 грудня 1991) між Росією, Білоруссю і Україною про створення СНД і фактичного розпаду СРСР. Комуністичну партію замінила Незалежна соціалістична партія Казахстану. Казахстан приєднався до СНД в грудні 1991. Незалежність визнана в 1992. Прийнятий у НБСЄ, став членом ООН в 1992.

#### Протести в Казахстані (2022)
- Докладніше: Протести в Казахстані (2022)

## Державний устрій

### Політична система
Див. також: Уряд Республіки Казахстан
Казахстан є президентською республікою. Президент — Касим-Жомарт Токаєв. Президент є також головнокомандувачем збройних сил та може накласти вето на закон, прийнятий парламентом. Він також є Головою Ради Безпеки. Прем'єр-міністр є головою Кабінету міністрів і главою казахстанського правління. Є три віцепрем'єри та 16 міністрів в уряді. Аліхан Смаїлов обіймає посаду прем'єр-міністра з 11 січня 2022.
Казахстан має двопалатний парламент, що складається з нижньої палати (Мажилісу) і верхньої палати (сенату). Одномандатні округи всенародно обирають 107 місць в мажилісі, тут також знаходяться 10 членів, що обираються за партійними списками. Сенат складається з 47 членів. Два сенатори від кожного з виборних зборів (масліхатів) від 16 основних адміністративних регіонів Казахстану (14 провінцій, а також міст Нур-Султан і Алмати). Президент призначає інших 15 сенаторів. Депутати мажилісу та уряд мають право законодавчої ініціативи, хоча уряд пропонує найбільший спектр законодавства, який розглядається парламентом.
Після 29 років на посту Нурсултан Назарбаєв склав повноваження голови держави 19 березня 2019 року та очолив Раду безпеки Казахстану на довічний строк. Другим президентом Казахстану 20 березня 2019 року на сфальсифікованих виборах став спікер сенату парламенту країни Касим-Жомарт Токаєв, член народної демократичної партії «Нур Отан».
Казахстан вважається авторитарним режимом, громадські протести жорстоко розганяються силовими органами.

### Вибори
Вибори до Мажилісу у вересні 2004 надали домінантне становище в нижній палаті проурядові Партії Отан, очолюваній президентом Назарбаєвим. Всі інші партії, в тому числі аграрно-промисловий блок АІСТ і партія Асар, заснована дочкою президента Назарбаєва, отримала більшість решти місць. Опозиційні партії, які були офіційно зареєстровані та брали участь у виборах, отримали одне місце в ході виборів, що згідно з Організацією з безпеки та співробітництва в Європі, не відповідає міжнародним стандартам.

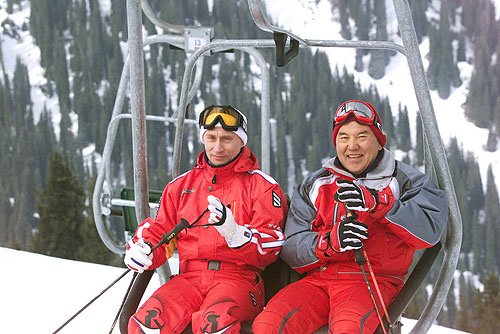
Нурсултан Назарбаєв із Володимиром Путіним. 2002

У 1999 Казахстан намагається отримати статус спостерігача в Парламентській Асамблеї Ради Європи. Офіційна відповідь Генеральної Асамблеї полягала в тому, що Казахстан міг претендувати на повноправне членство, тому що частково знаходиться в Європі, але йому не буде надано жодного статусу, поки не покращиться стан демократії та дотримання прав людини в цій державі.
4 грудня 2005 Нурсултан Назарбаєв був переобраний президентом країни. Виборча комісія оголосила, що він виграв з результатом більше ніж 90 % голосів. Організація з безпеки та співробітництва в Європі (ОБСЄ) дійшла до висновку, що вибори не відповідали міжнародним стандартам, незважаючи на деякі поліпшення в адмініструванні виборів. Агентство Сіньхуа повідомило, що спостерігачі з Китаю, відповідальні за нагляд у 25 виборчих дільницях в Астані, показали, що голосування в цих опитувань були проведені «прозоро та справедливо».
17 серпня 2007 пройшли вибори в нижню палату парламенту, і коаліція на чолі з правлячою партією Нур Отан, в яку увійшли партія Асар, Громадянська партія Республіки Казахстан і Аграрна партія, виграла місця з результатом у 88 % голосів. Жодна з опозиційних партій не досягла прохідного бар'єра в 7 %. Це привело до згадок в деяких місцевих ЗМІ, які поставили під сумнів компетентність і харизму лідерів опозиційних партій. У відповідь опозиційні партії виступили зі звинуваченнями в серйозних порушеннях в ході виборів.
У 2010 президент Назарбаєв відхилив пропозицію провести референдум, щоб тримати його на цій посаді до 2020, і замість того наполягав на президентських виборах на п'ятирічний термін. У голосуванні, яке відбулося 3 квітня 2011 Назарбаєв отримав 95,54 % голосів з 89,9 % зареєстрованих виборців, що брали участь. Назарбаєв розповів про прогрес виданню Washington Post в березні 2011. Проте Казахстан попередили, що згідно з індексом демократії за 2010, країну перекваліфікували в авторитарний режим.

### Зовнішня політика

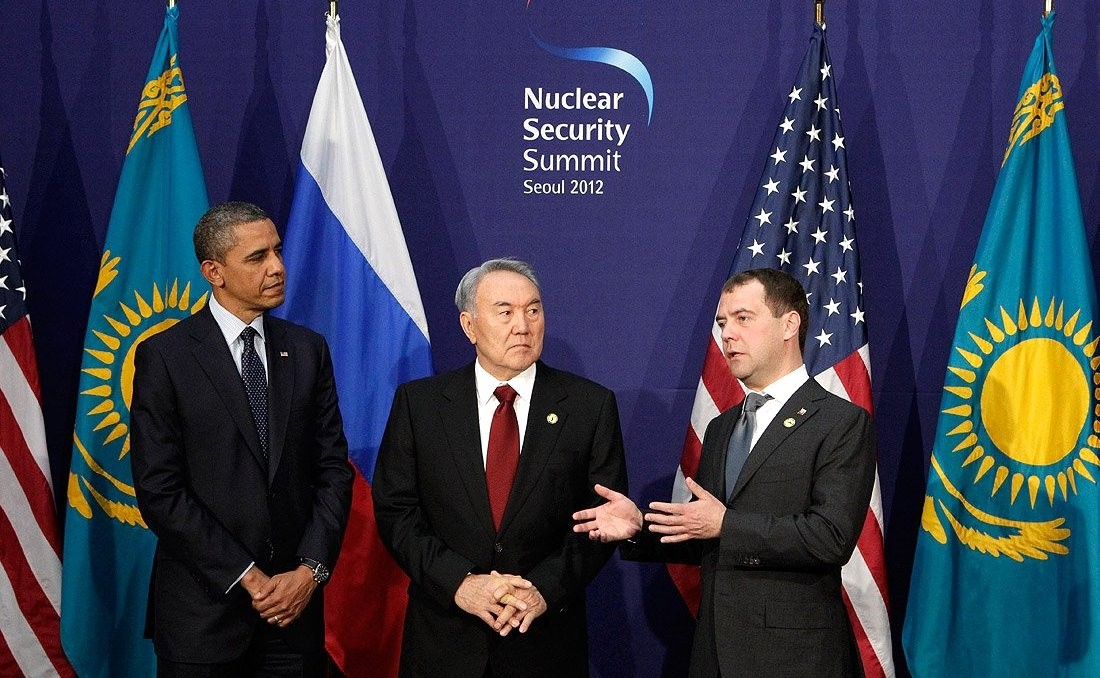
Барак Обама, Назарбаєв та Дмитро Медведєв. 2012

Казахстан має стабільні відносини з усіма своїми сусідами. Він також є членом Організації Об'єднаних Націй, Організації з безпеки та співробітництва в Європі, Євроатлантичного партнерства та Організація Ісламського співробітництва. Він є активним учасником Організації Північноатлантичного договору в аспекті Партнерство заради миру.
11 квітня 2010 президенти Назарбаєв і Обама зустрілися на саміті з ядерної безпеки у Вашингтоні, округ Колумбія, а також обговорили зміцнення стратегічного партнерства між США та Казахстаном, зобов'язалися активізувати двостороннє співробітництво з метою сприяння ядерній безпеці, регіональній стабільності в Центральній Азії, економічного процвітання та загальнолюдських цінностей.
У квітні 2011 президент Обама закликав президента Назарбаєва обговорити спільні зусилля з ядерної безпеки, включаючи забезпечення безпеки ядерних матеріалів з реактора БН-350, і побачили прогрес у досягненні цілей, що президенти двох країн створили під час їх двосторонньої зустрічі на саміті з ядерної безпеки в 2010.
Казахстан також є членом Співдружності Незалежних Держав, Організації економічного співробітництва та Шанхайської організації співробітництва. Країни Казахстан, Росія, Білорусь, Киргизстан і Таджикистан створили Євразійське економічне співтовариство в 2000. з активізації зусиль по гармонізації торговельних тарифів і створення зони вільної торгівлі в рамках Митного союзу. З 1 грудня 2007 стало відомо, що Казахстан був обраний головою ОБСЄ на 2010.

## Адміністративний поділ
Уряд Республіки Казахстан переніс столицю держави із Алмати до Астани 10 грудня 1997.
Казахстан поділяється на 14 провінцій. Провінції поділені на округи. Кожну провінцію очолює аким (губернатор), що призначається президентом. Муніципальні акими призначаються акимами провінцій.
Міста Астана, Алмати і Шимкент мають особливий статус і не належать до будь-якої провінції.
Байконур має особливий статус, тому що наразі його здано в оренду Росії разом із космодромом Байконур до 2050.

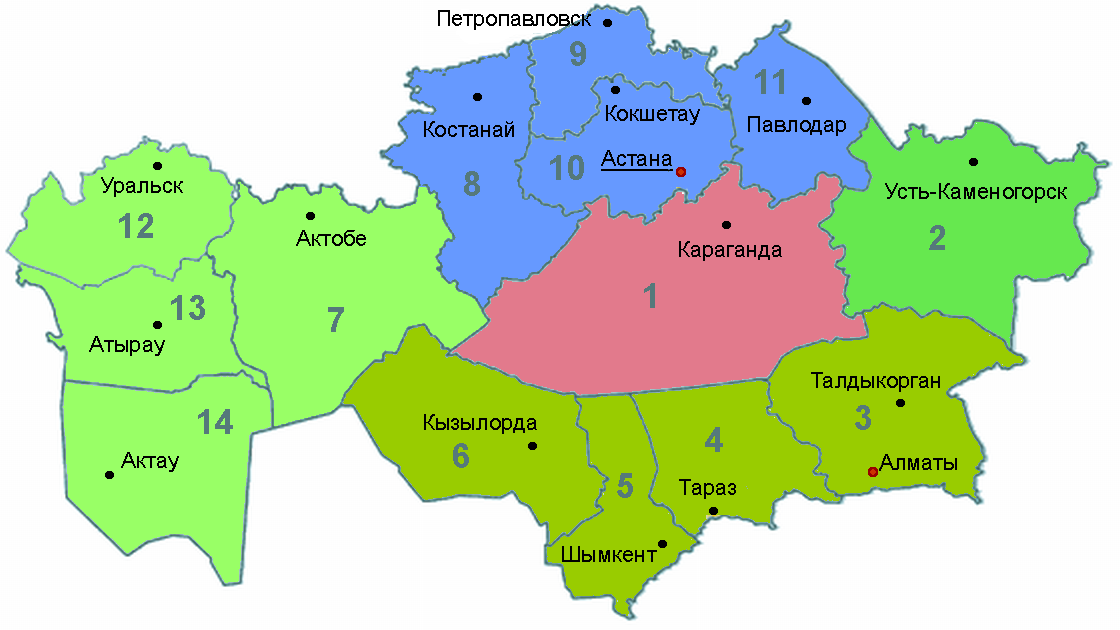
Центральний Казахстан
Північний Казахстан
Південний Казахстан
Східний Казахстан
Західний Казахстан

Столиця Республіки Казахстан — місто Астана.
Офіційно вважається, що столицями за всю історію Казахстану були такі міста: Суяб, Баласагун, Койлик, Яникент, Сагинак, Туркестан, Ташкент, Оренбург, Кизилорда, Алмати і Астана.
Найдовше столицею казахських ханств було місто Ташкент — 200 років. У радянський період столицями Казахстану були Оренбург (до 1925), Кизилорда (1926), Алмати (1929–1998). У 1998 столицю перенесли в місто Акмола, його перейменували в Астану.

## Географія

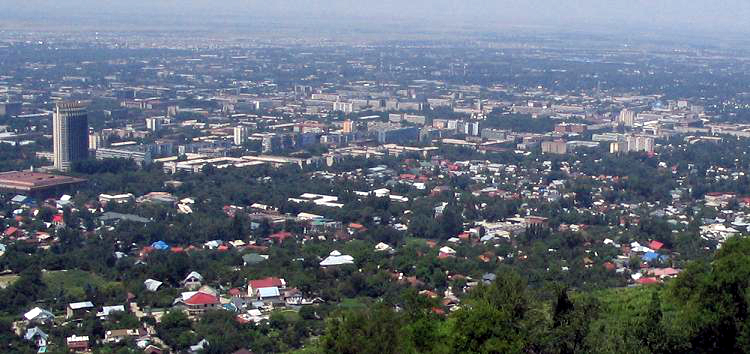
Алмати, столиця Казахстану часів СРСР

- Див.: Природа Казахстану, Геологія Казахстану, Гідрогеологія Казахстану, Сейсмічність Казахстану.

Республіка Казахстан знаходиться в центральній частині Євразії. На території країни, на перетині 78 меридіану з 50 паралеллю, знаходиться географічний центр континенту. На півночі і заході межує з Росією, на сході — з Китаєм, на півдні — з Киргизстаном, Узбекистаном і Туркменістаном. На південному заході омивається водами Каспійського моря.

### Рельєф
Понад 3/4 території Казахстану займають рівнини з висотами від 100 до 300 м над рівнем моря. На крайньому південному сході і заході простягаються хребти Тянь-Шаню, Джунгарського Алатау й Алтаю з висотами від 3000 до 6995 м (пік Хан-Тенгрі). На крайньому заході розташована Прикаспійська низовина, що частково лежить нижче рівня Світового океану (рівень Каспійського моря -27 м). У центрі країни великі території займає зруйнована гірська система Казахстанського дрібносопковику.
У межах рівнин поширені піщані і глинисті пустелі (Кизилкум, Муюнкум, Бетпак-Дала), напівпустелі і сухі степи. Для молодих гір південного сходу характерні сильна розчленованість і вертикальна поясність. На півночі республіки переважають степи і лісостепи. 23 % території країни (північна частина) придатні для землеробства, 70 % — для відгінного тваринництва.

### Річки й озера
Близько 80 % території республіки належить до безстічних областей і басейнів внутрішнього стоку. Іртиш, Ішим і Тобол, що протікають по північній і північно-східній окраїнах країни, належать до басейну Північного Льодовитого океану. Всі інші великі річки на території країни несуть свої води в замкнуті внутрішні водойми: Урал — у Каспійське море, Сирдар'я — в Аральське море, Ілі — в озеро Балхаш. Багато малих і середніх річок влітку пересихають.
Каспійське море входить у межі республіки своєю північно-східною акваторією з невеликими глибинами (5−7 м). Крім Казахстану, ресурсами Каспійського моря володіють Росія, Азербайджан, Іран і Туркменістан. Аральське море розділене між Казахстаном й Узбекистаном. Площа цього водоймища, яке висихає, за останні 35 років скоротилася вдвічі. Озеро Балхаш повністю належить Казахстану. Водоймище має прісну західну акваторію і солону східну.

### Клімат
Клімат країни різко континентальний і сухий. У передгірських і гірських районах випадає від 500 до 1600 мм опадів на рік, у степових — 200−500, у пустельних — 100−200 мм. Середня температура січня — від -18 °С на півночі до -3 °С на півдні; середня температура липня — від 19 °С на півночі до 29 °С на півдні. Річний перепад температур дуже значний: взимку температури можуть опускатися до -50 °С, а влітку приземні температури місцями сягають 70 °С. Добові перепади температур сягають 20−30 °С.

### Ґрунти
За винятком північних районів, ґрунти в Казахстані бідні і засолені. В цілому для країни характерна широтна зональність ґрунтів: на півночі — чорноземи, далі на південь — каштанові, бурі напівпустельні ґрунти, такири і піски пустель. У горах розвинуті каштанові, сірі лісові і гірничо-лугові чорноземні ґрунти.

### Рослинний і тваринний світ
Ліси займають всього 3,5 % території Казахстану. Здебільшого це хвойні ліси, хоча в горах зустрічаються береза, осика, яблуня й арчевники. На іншій території країни поширена різнотравно-злакова, полиново-злакова, полиново-солончакова і пустельна рослинність. У високогір'ях є субальпійські та альпійські луки.
Тваринний світ Казахстану своєрідний. Комахи й рептилії переважають у пустелях і напівпустелях. У степовій зоні зустрічаються джейран, сайгак, вовк, заєць, лисиця, шакал, різні гризуни (миші, ховрашки). Багато казахстанських озер служать постійними або сезонними місцями проживання для гусей, лебедів, качок, чайок, фламінго. Найрізноманітнішою є фауна гір. Тут водяться ведмеді, гірські козли і барани, снігові барси, олені, багато видів птахів. Для охорони дикої природи створені заповідники у всіх природних зонах — від пустель до високогір'їв.

## Транспорт

### Залізниця
В Казахстані діє залізниця, що відкрилася ще за часів Російської імперії. Тоді побудували першу стратегічну залізницю з Оренбургу до тодішньої столиці Казахів Ташкенту. Відтоді й аж дотепер залізниця розвивалася спочатку як частина системи залізниць імперії, потім як частина союзних залізниць, а врешті зараз постала як акціонерне товариство.

## Економіка
Казахстан є найрозвиненішою країною Центральної Азії. У Казахстані розвинена гірничодобувна промисловість. Активно добуваються вугілля, нафта, природний газ, залізняк, мідні руди, свинцево-цинкові руди, нікелеві руди, боксити та інші корисні копалини.
Казахстан — аграрно-промислова країна з розвиненим гірничим сектором. Основні галузі промисловості: гірнича (нафта, вугілля, марганець, цинк, мідь, титан, боксити, золото, срібло, сірка, залізо), чорна і кольорова металургія, тракторобудування, моторобудування, будівельних матеріалів. Транспорт: залізничний, автомобільний, трубопровідний, судноплавний (Каспійським морем, озером Балхаш, річками Іртиш, Сирдар'я, Урал). Розвивається повітряний транспорт (відкриті прямі авіалінії в Німеччину, Туреччину, Іран, Китай і ряд інших країн). Транспортна мережа Казахстану розвинена недостатньо. Основні перевезення вантажів і пасажирів здійснюються залізничним транспортом. Відсутні зручні шляхи для транспортування вантажів між східними і західними районами країни.
За даними Індексу економічної свободи [Index of Economic Freedom, The Heritage Foundation, U.S.A. 2011]: ВВП — $ 182 млрд. Темп зростання ВВП — (1,2 %). ВВП на душу населення — $ 11 693. Прямі закордонні інвестиції — $ 12,6 млрд. За даними Центральне розвідувальне управління Імпорт (2010) $31,96 млрд (г.ч. Росія — 29,6 %, Німеччина — 6,2 %, США — 4 %, Україна — 4,8 %. Експорт (2010) 60,84 млрд (г.ч. Китай — 15,6 %, Росія — 8,9 %, Україна — 5,1 % .
У 2003 в Казахстані було добуто 51,4 млн тонни нафти, в 2004 — 59,17 млн тонн, в 2005 — 61,4 млн тонн. До 2010 планувалося збільшити видобуток нафти до 100 млн тонн на рік, а до 2015 — до 150 млн тонн на рік, внаслідок чого Казахстан увійшов би до десятки найбільших нафтовидобувних країн світу. Основним джерелом доходів є доходи від експорту нафти і нафтопродуктів. У Казахстані знаходяться багаті родовища нафти.
Провідні галузі промисловості: кольорова і чорна металургія, хімічна, машинобудування, легка, харчова. Розвинені також нафтопереробка і виробництво будматеріалів.

### Економічна географія
Казахстан складається з п'яти великих економічних районів. На Півночі розвинуте зернове господарство, видобуток залізної руди і кам'яного вугілля, машинобудування, виробництво нафтопродуктів і феросплавів, енергетика. У Східному Казахстані переважають кольорова металургія, енергетика, машинобудування і лісове господарство. Західний Казахстан — найбільший нафтогазовидобувний регіон не тільки Казахстану, але й СНД. Основні галузі господарства Центрального Казахстану — чорна і кольорова металургія, машинобудування, тваринництво. У Південному Казахстані вирощують бавовну, рис, зерно, фрукти, овочі, виноград; розвинута кольорова металургія, приладобудування, легка і харчова промисловість, рибне і лісове господарство. Розміщення промислових об'єктів прив'язане до родовищ корисних копалин, великих міст і водних ресурсів. Висока концентрація гірничодобувної промисловості зумовила погіршення екологічної обстановки, що особливо характерно для міст Східного, Центрального і Південного Казахстану.
Див. також: Корисні копалини Казахстану, Історія освоєння мінеральних ресурсів Казахстану, Гірнича промисловість Казахстану.

### Трудові ресурси
Чисельність трудових ресурсів становить 8,8 млн осіб (1997). Число зайнятих знизилося до 6,4 млн осіб порівняно з 7,7 у 1991.. На початку 1999 безробіттям було охоплено приблизно 25 % працездатного населення країни. У сфері послуг працює майже 60 % зайнятих, у сільському, лісовому і рибному господарстві — 24 %, у промисловості — 16 %. У промисловості в основному зайняті росіяни, серед селян і керівників переважають казахи. Значну частину працівників нафтової промисловості на заході країни становлять азербайджанці.

## Населення
Станом на 1 липня 2001 чисельність населення Казахстану становила 14,95 млн осіб. За цим показником країна посідає 55 місце у світі.
Під час перепису населення 1999 зареєстровано 14,95 млн осіб. З 1991 по 1997 народжуваність знизилася на третину (з 21 до 14,7 на 1000 жителів), а смертність зросла з 8 до 10,2 ос. на тисячу жителів. Природний приріст зменшився з 13 до 4,5 %, що в сукупності призвело до скорочення чисельності населення республіки за 1991−1997 на 1150 тис. осіб.
На 01 травня 2020 чисельність населення Казахстану становила 18,7 млн осіб. , казахи — 12,5 млн, росіяни — 3,5 млн осіб.

### Національний склад
Переселення слов'ян, німців, татар, чеченців і корейців у Казахстан у різні періоди XIX—ХХ ст. і вольове проведення кордонів республік за радянських часів призвели до того, що казахи в загальній чисельності населення республіки становили меншість (у 1980-х — 38−39 %). У 1998 частка казахів збільшилася до 50,6 %, частка росіян знизилася до 32,2 %, українців — до 4,5 %, німців — до 1,9 %.
У Північному Казахстані більшість становлять росіяни, у Східному Казахстані, Семиріччі та Західному Казахстані компактно проживають російські казаки, які виділяються своєрідною культурою і життєвим устроєм. У республіці проживають представники понад 100 національностей, в тому числі понад 300 тисяч українців.
Діє державна програма «Нурли Кош» — програма повернення до Казахстану етнічних казахів з інших країн (див. оралмани).

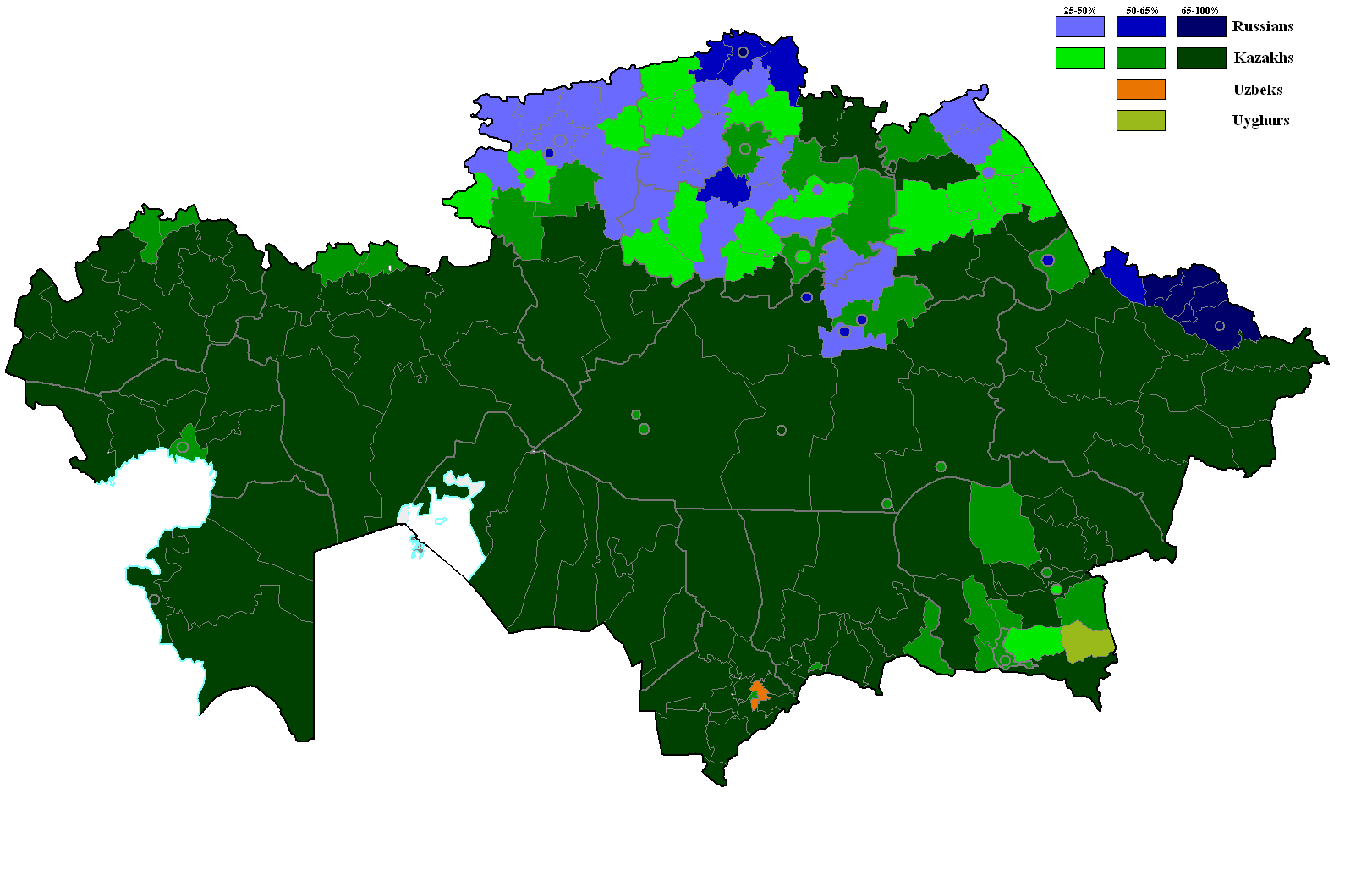
Етнічна карта Казахстану за переписом 2009 року

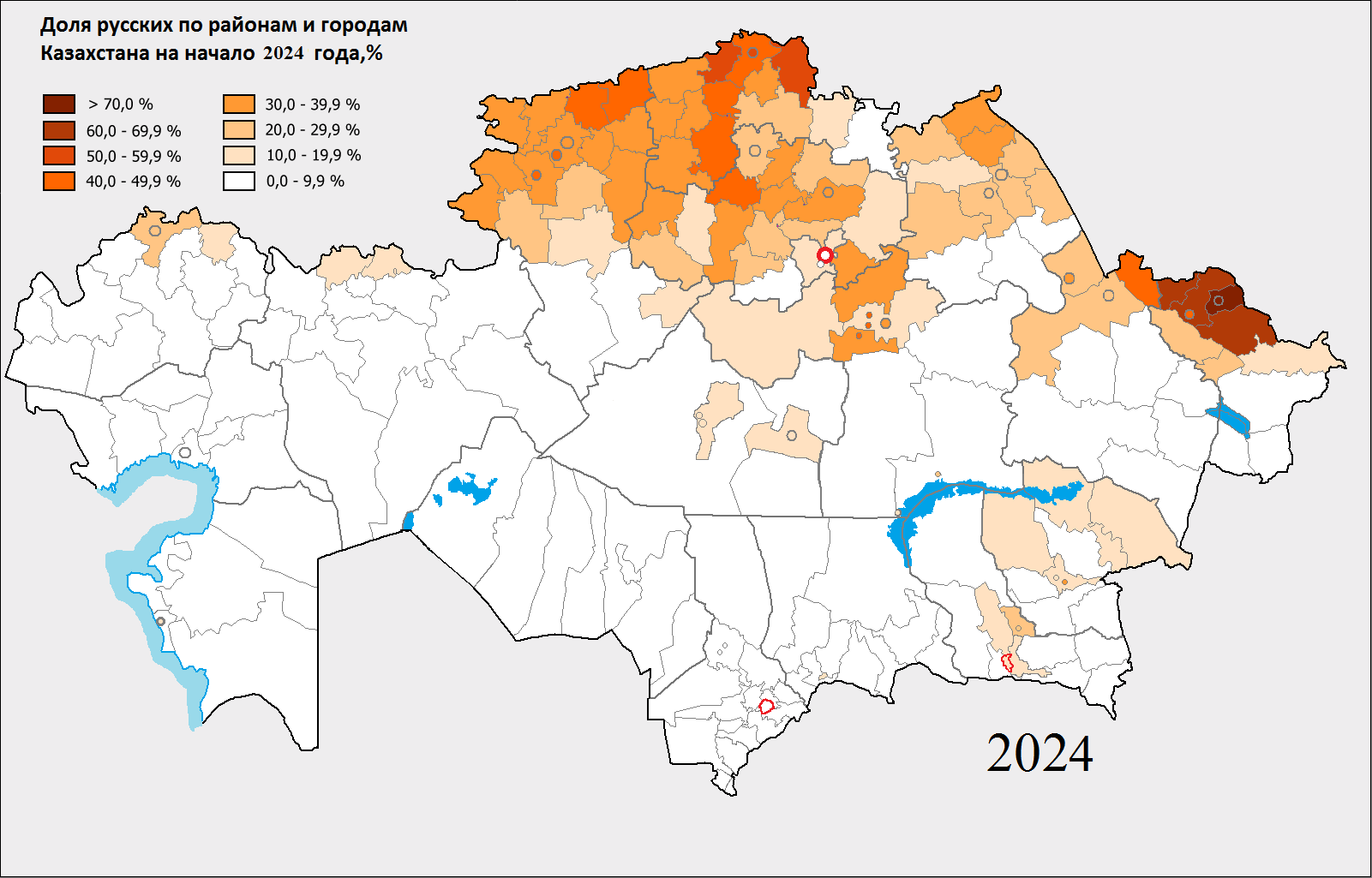
Частка росіян по районах і містах обласного та республіканського підпорядкування Казахстану у 2024 році

За переписом 2020 року національний склад населення країни був таким:
|          | чисельність | частка  |
| -------- | ----------- | ------- |
| казахи   | 12 505 251  | 68,51 % |
| росіяни  | 3 553 232   | 18,85 % |
| узбеки   | 456 997     | 3,2 %   |
| уйгури   | 270 713     | 1,42 %  |
| українці | 270 031     | 1,4 %   |
| татари   | 204 229     | 1,3 %   |
| німці    | 178 409     | 1,1 %   |
| корейці  | 100 385     | 0,6 %   |
| турки    | 97 015      | 0,6 %   |

Національний склад населення регіонів Казахстану за переписом 2009 року:
|                                | казахи | росіяни | узбеки | українці | уйгури | татари | німці | корейці | турки |
| ------------------------------ | ------ | ------- | ------ | -------- | ------ | ------ | ----- | ------- | ----- |
| Акмолинська область            | 47,3   | 35,8    | 0,1    | 5,2      | 0,0    | 1,9    | 3,5   | 0,2     | 0,0   |
| Актюбінська область            | 79,4   | 13,6    | 0,1    | 3,4      | 0,0    | 1,3    | 0,7   | 0,2     | 0,0   |
| Алмати (м.о.)                  | 53,0   | 33,2    | 0,5    | 0,9      | 5,2    | 1,5    | 0,4   | 1,8     | 0,4   |
| Алматинська область            | 67,7   | 16,9    | 0,2    | 0,4      | 8,0    | 0,7    | 0,5   | 0,9     | 2,0   |
| Нур-Султан (м.о)               | 69,4   | 19,9    | 1,2    | 2,1      | 0,1    | 1,5    | 1,1   | 0,7     | 0,4   |
| Атирауська область             | 91,1   | 6,6     | 0,2    | 0,2      | 0,0    | 0,5    | 0,1   | 0,6     | 0,0   |
| Жамбильська область            | 71,4   | 12,0    | 2,4    | 0,5      | 0,2    | 0,9    | 0,4   | 1,0     | 2,9   |
| Західноказахстанська область   | 72,2   | 22,7    | 0,1    | 1,9      | 0,0    | 1,4    | 0,2   | 0,1     | 0,0   |
| Карагандинська область         | 46,4   | 39,5    | 0,3    | 3,7      | 0,0    | 2,4    | 2,4   | 1,0     | 0,0   |
| Кизилординська область         | 95,3   | 2,4     | 0,2    | 0,1      | 0,0    | 0,3    | 0,0   | 1,2     | 0,2   |
| Костанайська область           | 37,1   | 43,0    | 0,1    | 9,6      | 0,0    | 1,9    | 3,2   | 0,4     | 0,0   |
| Мангістауська область          | 88,3   | 8,2     | 0,3    | 0,5      | 0,0    | 0,3    | 0,1   | 0,2     | 0,0   |
| Павлодарська область           | 47,6   | 38,8    | 0,1    | 5,4      | 0,0    | 1,9    | 2,8   | 0,1     | 0,0   |
| Південно-Казахстанська область | 72,3   | 5,5     | 16,3   | 0,2      | 0,1    | 0,8    | 0,1   | 0,4     | 0,9   |
| Північноказахстанська область  | 33,3   | 50,4    | 0,1    | 5,0      | 0,0    | 2,2    | 3,5   | 0,1     | 0,0   |
| Східноказахстанська область    | 56,0   | 40,2    | 0,1    | 0,5      | 0,1    | 1,3    | 1,0   | 0,1     | 0,0   |
| Казахстан                      | 63,1   | 23,7    | 2,9    | 2,1      | 1,4    | 1,3    | 1,1   | 0,6     | 0,6   |

### Міське та сільське населення
Активна індустріалізація економіки Казахстану 50—70-х сприяла розвитку міст і збільшенню частки міського населення (до 52 %). Вже у 1970 було 16 міст з населенням понад 100 тис. осіб, у тому числі два міста — Алмати і Караганда — понад 500 тис. мешканців (776 і 541 тис. осіб).
Великі центри індустрії виникли в районах Центрального Казахстану — Караганда, Темиртау (179 тис. жит.), Балхаш (78 тис.), Джезказган (68 тис.), у Північному Казахстані — Рудний (101 тис.), Єрмак, Аркалик; у Південному Казахстані — Каратау, Кентау, Текелі. Збільшилась чисельність населення і в старих містах: Алматі, Чимкенті (265 тис.), Семипалатинську (251 тис.), Усть-Каменогорську (241 тис.), Павлодарі (208 тис.), Джамбулі (205 тис.), Актюбінську (159 тис. жит.).
Найбільша частка міського населення в промислово розвинутих областях: Східноказахстанській, Джезказганській, Карагандинській, Мангишлакській. У той же час у Тургайській, Кокчетавській областях, де природні умови сприятливі для сільського господарства, у містах живе тільки приблизно 1/3 населення.
Понад 2/3 населення Алматинської, 63 % Південно-Казахстанської і 62 % Північно-Казахстанської областей проживають у сільській місцевості. Сільське населення становить меншість у Кизилординській (39,5 %), Східноказахстанській (41,2 %), Атирауській (41,8 %) і Актюбінській (43,8 %) областях.
З 7684 сіл республіки тільки 344 (4,3 % від їх загальної кількості) є великими, у кожному з них мешкає в середньому від 3 до 5 тис. жителів. На ці села припадає майже третя частина сільського населення, або 2010,7 тис. осіб. У той же час у 2084 малих селах (26 %), з чисельністю населення до 200 осіб, проживає 3,2 % від числа всіх селян, або 211,3 тис. осіб.

### Структура населення за статтю
Кількість чоловіків порівняно з 1989. знизилася на 8,2 % і становить 7201,8 тис. осіб, жінок, відповідно, на 7,2 % і 7751,3 тис. Чисельність жіночого населення продовжує переважати над чоловічим. При цьому частка чоловічого населення знижується. Так, якщо в 1989 чоловіки становили 48,4 %, то в 1999 — 48,2 %.
Частка жіночого населення перевищує 52 % у Карагандинській, Східноказахстанській, Павлодарській і Кустанайській областях, 53 % — в Астані. Якщо загалом по країні у 1989 на 1000 жінок припадало 939 чоловіків, то в 1999 — тільки 929.

### Густота населення
Розміщення населення дуже нерівномірне. Середня густота — 6 осіб на 1 км². Найбільш густо заселена південна передгірська смуга, де в оазах поливного землеробства густота сягає подекуди більше 100 осіб на 1 км². Порівняно висока густота і на півночі, у чорноземній лісостеповій і степовій землеробській смузі — до 20 і більше осіб. Висока густота населення спостерігається в ряді промислових вузлів і районів. Разом з цим, величезні простори пустель і напівпустель дуже слабко заселені. У західній, центральній і південній частинах середня густота становить 1,4 — 1,8 ос. на 1 км².

### Релігія
Казахи традиційно є прихильниками ісламу, а росіяни сповідують православ'я. У Радянському Союзі релігійна діяльність була суворо обмежена. Після проголошення незалежності як мусульмани, так і християни доклали значних зусиль для збільшення числа своїх прибічників. Туреччина, Саудівська Аравія і ряд інших країн надали кошти для розвитку мусульманства і будівництва мечетей, а казахські студенти отримали можливість навчатися за кордоном, у тому числі в мусульманських навчальних закладах. Однак порівняно з іншими центральноазійськими державами вплив ісламу в Казахстані залишається слабким. Виняток становлять південні райони країни, зокрема Шимкент.
За переписом населення 2009 року, серед громадян Казахстану налічувалося мусульманам 70,2 %, християн 26,3 %, буддистів 0,1 %. Не релігійними назвали себе 2,8 % населення.
Релігійний склад населення регіонів Казахстану у 2009 році.
|                                | мусульмани | християни | інші | не релігійні | не вказали |
| ------------------------------ | ---------- | --------- | ---- | ------------ | ---------- |
| Акмолинська область            | 50,0       | 45,0      | 0,1  | 4,4          | 0,6        |
| Актюбінська область            | 79,6       | 17,3      | 0,3  | 2,5          | 0,6        |
| Алмати (м.о.)                  | 61,2       | 33,7      | 0,2  | 3,6          | 1,2        |
| Алматинська область            | 80,7       | 17,5      | 0,2  | 1,4          | 0,3        |
| Нур-Султан (м.о)               | 72,6       | 23,7      | 0,2  | 2,7          | 0,9        |
| Атирауська область             | 91,8       | 7,1       | 0,2  | 0,6          | 0,3        |
| Жамбильська область            | 85,5       | 13,5      | 0,1  | 0,7          | 0,2        |
| Західноказахстанська область   | 71,9       | 24,8      | 0,2  | 2,8          | 0,4        |
| Карагандинська область         | 48,4       | 45,3      | 0,2  | 5,1          | 1,0        |
| Кизилординська область         | 96,1       | 2,8       | 0,1  | 0,8          | 0,1        |
| Костанайська область           | 38,9       | 53,6      | 0,2  | 6,8          | 0,7        |
| Мангістауська область          | 89,7       | 9,1       | 0,1  | 0,7          | 0,2        |
| Павлодарська область           | 49,7       | 45,6      | 0,1  | 4,0          | 0,6        |
| Південно-Казахстанська область | 93,4       | 6,1       | 0,1  | 0,2          | 0,1        |
| Північноказахстанська область  | 35,3       | 59,1      | 0,0  | 4,8          | 0,7        |
| Східноказахстанська область    | 56,4       | 37,3      | 0,1  | 5,9          | 0,4        |
| Казахстан                      | 70,2       | 26,3      | 0,1  | 2,8          | 0,5        |

### Мова
До розпаду СРСР російська мова фактично була основною державною мовою. У 1991 ухвалено закон, яким російській і казахській мовам було надано статус державних, але російська залишилася провідною в галузі освіти, державних і громадських установах. У конституціях 1993 і 1995 рр. казахську мову було проголошено єдиною державною, а російській було надано статус мови національного спілкування.

### Асамблея народів Казахстану

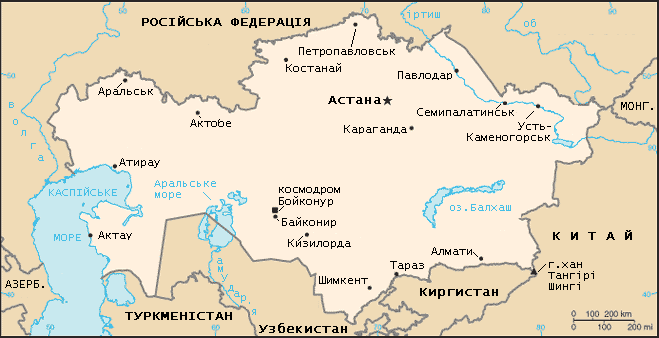
Мапа Казахстану

У Казахстані мешкають представники понад 130 націй і народностей, багато з яких мають власні культурні центри. Для розв'язання питань щодо здійснення конституційних прав представників кожного народу, що проживає у Казахстані, щодо користування рідною мовою та культурою, у 1995 була створена Асамблея народів Казахстану, що займається виробленням стратегічних завдань національної політики у країні. Головою Асамблеї обрано Президента Республіки Казахстан Н. А. Назарбаєва.
Виконанням усіх прийнятих рішень займається постійний орган при президентові Республіки Казахстан — секретаріат Асамблеї та заступник голови Асамблеї.
Малі асамблеї в обласних центрах, очолювані акимами (главами адміністрацій), займаються питаннями міжнаціональних відносин, що порушуються культурними національними центрами на місцях, зокрема відродженням культури та мови, виданням газет, розподілом ефірного часу на телебаченні та радіо, вирішенням побутових, соціальних та інших проблем.
Нині в Казахстані видається 11 національних газет, функціонує 44 телестудії 12 мовами, 18 радіостанцій 6 мовами. Викладання у школах ведеться 7 мовами. В столиці країни — Астані — під патронатом Посольства України працює українська гімназія. Для представників національних діаспор і малих народів, за пропозицією Н. Назарбаєва, щороку виділяється 10-відсоткова квота для вступу до закладів вищої та середньої освіти республіки.
14—16 листопада 2002 відбулася 9-та сесія Асамблеї народів Казахстану, на якій прийнято рішення про створення постійної Наради, яка повинна виробляти пропозиції щодо демократизації та розвитку громадянського розвитку. До складу Наради повинні увійти депутати парламенту, члени уряду, а також представники будь-яких політичних партій та неурядових організацій.
В рамках Наради вестиметься активний діалог про шляхи подальшого розвитку країни, її економіки, політичної системи на основі збереження політичної стабільності та забезпечення безпеки Казахстану і його громадян.

## Державні свята
- 1 січня — Новий Рік;
- 7 січня — Різдво;
- 8 березня — Міжнародний жіночий день;
- 22 березня — Науриз мейрами;
- 1 травня — Свято єдності народів Казахстану;
- 9 травня — День Перемоги;
- 6 липня — День Астани;
- 30 серпня — День Конституції Казахстану;
- 27 листопада — Курбан айт;
- 16 грудня — День незалежності Казахстану